# Sergio Verdirame
Sergio Ariel Verdirame Serpentiello (Santa Fe, 18 agosto 1970) è un ex calciatore argentino, di ruolo attaccante.

## Palmarès

### Competizioni nazionali
- Campionato cileno: 1

Colo-Colo: 1990-1991
- Torneo de Invierno: 1

Cruz Azul: 1997

### Competizioni internazionali
- Coppa Libertadores: 1

Colo-Colo: 1991